# Jedi

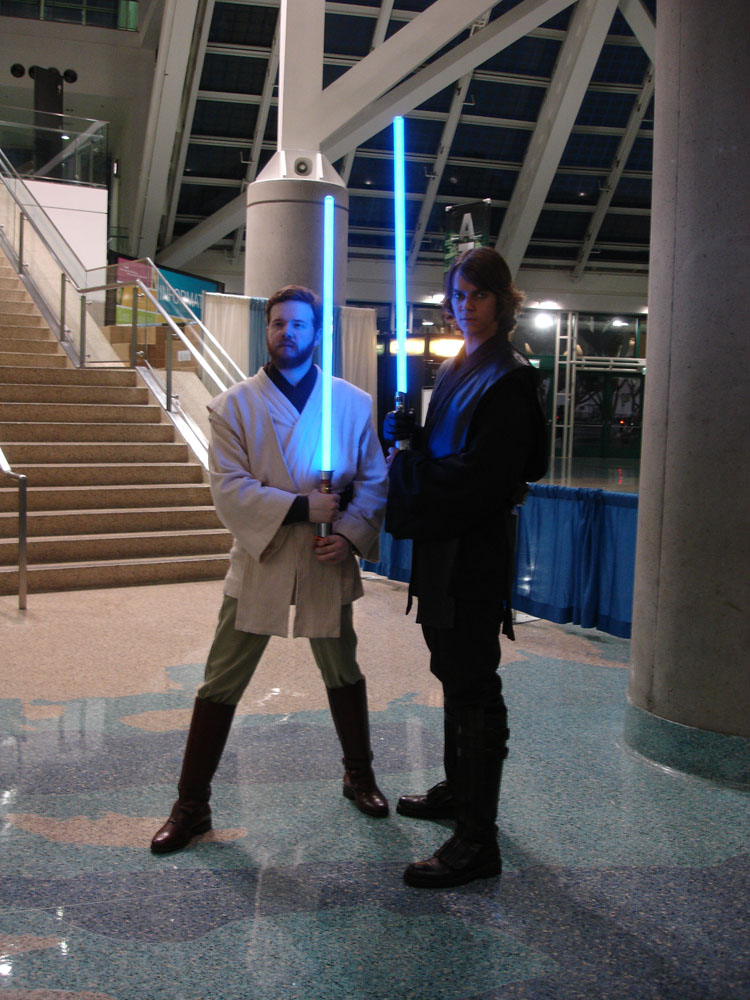
Cosplayerzy jako rycerze Jedi (Obi-Wan Kenobi i Anakin Skywalker) z mieczami świetlnymi

Jedi (wym. ['ʤɛdaɪ]) – w świecie Gwiezdnych wojen starożytny zakon złożony z wojowników obdarzonych nadnaturalnymi zdolnościami opartymi na Mocy. Rolą zakonu jest utrzymanie pokoju w Republice Galaktycznej oraz zwalczanie antagonistycznych względem nich Sithów. Ich charakterystyczną bronią są miecze świetlne.
Jedi skupiają w swoich szeregach istoty „wrażliwe na Moc” (ang. Force Sensitive), którą to zdolność zawdzięczają nadnaturalnemu stężeniu nanoorganizmów zwanych midichlorianami. W zakonie wielką uwagę przywiązuje się do umiejętności panowania nad własnymi emocjami, które w przypadku braku samokontroli mogą sprowadzić rycerza na ciemną stronę Mocy będącą domeną Sithów.

## Historia Zakonu
Nie jest wiadome, kto pierwszy zdał sobie sprawę z istnienia Mocy, ani jaka organizacja dała początek Zakonowi. Niektórzy utrzymują, że Zakon Jedi wywodzi się z planety Tython (na której czczona była pozytywna energia wszechświata pod nazwą „Ashla”), inni – że od Zakonu Dai Bendu czy Akademii Chatos. Wszystkie te twierdzenia są jednak opartymi na historycznych przesłankach domysłami, a wspomniane grupy czy organizacje pamiętane są jedynie z nazwy i legend oraz podań ludowych.
Wiadomo, że na historii Jedi w znaczący sposób zaważyło rozpowszechnienie wynalazku hipernapędu – dzięki niemu najwybitniejsi kapłani, filozofowie jak i wojownicy z dziesiątek światów mieli w końcu możliwość porównywać i wymieniać gromadzone przez siebie informacje o mistycznej sile, którą później nazwano Mocą. Działania te stopniowo kładły podwaliny pod to, co nazwano później Zakonem Jedi.
Nie jest również znane miejsce, z którego wziął swój początek Zakon – pośród kandydatów są owiane aurą tajemnicy, legendarne i zapomniane planety takie jak Had Abbadon czy Ondos. Są również miejsca znane galaktyce – Utapau, Coruscant, Corellia czy Ossus. Dawni mentorzy zakładali liczne akademie na różnych planetach, biblioteki, w których gromadzono w woluminach rosnącą wiedzę o Mocy.
Początkowo Zakon miał raczej naturę filozoficzno-medytacyjną – członkowie nabywali coraz nowszych umiejętności, zdając sobie sprawę z możliwości, jakie oferuje im Moc. Wsłuchując się w jej wolę, Jedi coraz intensywniej angażowali się w życie społeczne galaktyki, stając się z czasem Strażnikami Pokoju i Sprawiedliwości i pomagając w budowie galaktycznej cywilizacji.
Na kilka tysięcy lat przed Mrocznym Widmem miała w Zakonie miejsce Wielka Schizma. W jej wyniku część zaprzedanych ciemnej stronie Jedi odłączyła się od zakonu i przejęła władzę nad Imperium Sithów, dając początek stronnictwu Sithów.
Po dojściu do władzy Imperatora Palpatine’a w roku 19 BBY Jedi niemal wyginęli z powodu urządzonego przez niego programu systematycznej eksterminacji wszystkich członków Zakonu, stanowiących zagrożenie dla jego imperium terroru. Kluczowym elementem planu Palpatine’a był Darth Vader – upadły Rycerz Jedi, znany niegdyś jako Anakin Skywalker.
Jednymi z nielicznych, którzy przeżyli, byli Obi-Wan Kenobi, Quinlan Vos oraz Yoda. Za sprawą Luke’a Skywalkera, syna Anakina Skywalkera, zakon odrodził się, a następnie rozwinął w formie nieco odmiennej od znanej z czasów schyłku Starej Republiki. Jednak żaden Jedi nie zdołał już osiągnąć takich umiejętności manipulacji i posługiwania się Mocą, jak Jedi z okresu Starej Republiki, jak Darth Revan czy Bastila Shan.

## Kodeks
Za podstawę filozofii Jedi uważa się następujące słowa:
Nie ma emocji – jest spokój.
Nie ma ignorancji – jest wiedza.
Nie ma namiętności (pasji) – jest pogoda ducha.
Nie ma chaosu – jest harmonia.
Nie ma śmierci – jest Moc.
Jedi powinien żyć w pokoju ze swoimi emocjami i nie dawać się im kierować. Powinien dążyć do poszerzania swojej wiedzy. Powinien unikać przywiązań, które uniemożliwiają mu pełne oddanie się słuchaniu Mocy. Powinien również strzec życia innych istot, w szczególności tych rozumnych.
Kodeks w tej formie został zapisany przez legendarnego mistrza Jedi Odan-Urra i był przekazywany przez setki lat. W późniejszym okresie usunięto jednak z niego czwartą linię.

## Symbole
Główną bronią Rycerzy Jedi był miecz świetlny – broń wymagająca długich treningów do jej pełnego opanowania, mająca również charakter mistyczny. Miecz był równocześnie symbolem członków Zakonu.
Często stosowanym przez Jedi znakiem był starożytny symbol Bendu, przypominający ośmiopromienne słońce. Oznaczał on mistyczną jedność Galaktyki w Mocy i bywał używany do oznaczania miejsc, pojazdów i przedmiotów wykorzystywanych przez Jedi – widniał na przykład na ich myśliwcach. W okresie schyłku Republiki i podczas Wojen Klonów symbol ten zaadaptowany został przez Wielką Armię Republiki jako znak rozpoznawczy republikańskich jednostek wojskowych. Po stworzeniu Imperium, Palpatine sprofanował ten znak przez usunięcie z niego dwóch promieni i wykorzystał jako oficjalny herb swojego Imperium.

## Rangi

### Uczeń
Podczas pierwszego etapu szkolenia na Jedi kandydat nie posiadał określonej rangi – był określany jako uczeń, adept lub młodzik. Kiedy dorósł i został wyszkolony na tyle, by rozpocząć okres terminowania u konkretnego nauczyciela, mógł zostać przez niego wybrany i wtedy był mianowany Padawanem. Zazwyczaj musiał przejść parę prób, po których Rada Jedi decydowała, czy ma zostać w zakonie.
Mogło zdarzyć się jednak, że późno odnaleziony uczeń od razu stawał się Padawanem konkretnego Rycerza lub Mistrza, tak jak to było w przypadku Anakina Skywalkera.
Uczniowie byli zazwyczaj osobami w wieku od 5 do 18-19 lat. Byli szkoleni w Świątyni Jedi. Przykładowych uczniów można zobaczyć w trzeciej części filmowej adaptacji Gwiezdnych wojen.

### Padawan
Tytuł Padawana otrzymywał uczeń, podejmujący u Rycerza lub Mistrza Jedi szkolenie, które miało doprowadzić go do rangi Rycerza. Padawani nosili krótko obcięte włosy i charakterystyczny pojedynczy warkoczyk. Do swojego mentora Padawan zwracał się tytułem mistrza, nawet jeśli nie posiadał on oficjalnie takiej rangi. Padawan niezwykle rzadko wysyłany był na samotne misje, chyba że sytuacja była naprawdę poważna.
Poza nauką umiejętności praktycznych, dyplomacji i tym podobnych, Padawan musiał podczas szkolenia przede wszystkim nauczyć się, jak realizować postanowienia Kodeksu Jedi oraz radzić sobie z ciemną stroną Mocy. Aby stać się Rycerzem Jedi, Padawan musiał ukończyć szkolenie u swojego mistrza i przejść odpowiednią liczbę prób. Próby te nie były tylko formalne. Często rozumiano w ten sposób wydarzenia bezpośrednio dotyczące Padawana i jego życia, z którymi musiał sobie poradzić. Najczęściej ostateczna próba wiązała się ze stanięciem wobec wyjątkowo silnej pokusy lub ataku ciemnej strony (np. w przypadku Obi-Wana Kenobiego za taki moment uważa się pojedynek z Darthem Maulem). Kiedy opiekun i Rada Jedi uznali, że uczeń jest gotowy, mógł zostać pasowany na Jedi. Wtedy jeden Mistrz z Rady Jedi odcinał charakterystyczny dla Padawanów warkoczyk, a uczeń stawał się pełnoprawnym członkiem Zakonu.

### Rycerz Jedi
Przyznanie tytułu Rycerza oznaczało, że dany Padawan jest już gotowy, by samodzielnie wypełniać stające przed nim zadania. Pasowanie na Rycerza kończyło trenowanie ucznia u jego mistrza, chociaż nie kończyło jego nauki jako takiej. Rycerz Jedi mógł korzystać z dostępnych zasobów Zakonu oraz samodzielnie lub w zespołach wykonywać zadania stojące przed Zakonem Jedi. Mógł również szkolić padawanów – z reguły tylko jednego naraz, aby móc poświęcić mu potrzebną ilość czasu i uwagi. Jednakże Rycerz Jedi nie musi zostać mistrzem. Dlatego wielu Jedi kończy swoją „karierę” na tym stopniu.

### Mistrz Jedi
Ten najwyższy tytuł może zostać przyznany przez Radę Jedi wyjątkowo doświadczonemu i charakteryzującemu się wysokim stopniem rozumienia Mocy Rycerzowi. Mistrzowie obdarzani są dużym szacunkiem przez innych Jedi, dwunastu spośród nich tworzy Radę Jedi – organ zarządzający działaniami całego Zakonu. Mistrzami byli np. Yoda, Mace Windu, czy Obi-Wan Kenobi.

### Inne tytuły
W różnych okresach historycznych istniały ponadto inne tytuły, przyznawane lub przyjmowane przez Jedi:
- Wielki Mistrz Jedi – tytułem tym zaczęto określać Luke’a Skywalkera ok. 25 ABY, dla odróżnienia od wyszkolonych przez niego Mistrzów i podkreślenia jego naczelnej roli w nowym Zakonie. Również mistrz Yoda był określany tym tytułem podczas końcowych dni Starej Republiki.

- Lord Jedi – rzadki tytuł, stosowany głównie przez dowódców oddziałów Jedi podczas nowych wojen Sithów, ale także w innych okresach. Ranga Lorda była wyższa od Mistrza.

- Zbrojmistrz Jedi – Mistrz Jedi, któremu powierzono pieczę nad mieczami świetlnymi zmarłych bądź poległych ważnych i sławnych Mistrzów bądź Lordów Jedi. Po wojnie domowej Jedi, za czasów Revana, Zbrojmistrzowie Jedi zniknęli, jednak ich wspólnota odrodziła się po niedługim czasie. Biorąc rzecz filozoficznie, Obi-Wan Kenobi również był przez kilkanaście lat Zbrojmistrzem Jedi, jako że przechowywał drugi miecz świetlny Anakina Skywalkera – Dartha Vadera. Zbrojmistrz Jedi był najlepszym z Jedi w posługiwaniu się mieczem świetlnym dowolnego rodzaju.

## Postacie zGwiezdnych wojenbędące Jedi
Główni bohaterowie filmów: Anakin Skywalker, Luke Skywalker i Rey są początkowo „zwykłymi śmiertelnikami”, którzy postanawiają zostać Rycerzami Jedi.
Inni bohaterowie filmów tacy jak Qui-Gon Jinn, Yoda, Mace Windu, Obi-Wan Kenobi, Dooku, czy Kit Fisto również byli Jedi, podobnie jak wielu bohaterów książek, gier komputerowych czy komiksów, których akcja dzieje się w uniwersum Gwiezdnych wojen.